# Дандерюдс-шукхус (станція метро)
59°23′30″ пн. ш. 18°02′29″ сх. д. / 59.391667° пн. ш. 18.041389° сх. д.
«Дандерюдс-шукхус» (швед. Danderyds sjukhus) — станція Червоної лінії Стокгольмського метрополітену, обслуговується потягами маршруту Т14.
Була відкрита  29 січня 1978 у складі черги Університет — Мербю-сентрум

Відстань до Слюссена становить 10,1 км.
Пасажирообіг станції в будень —	14,850 осіб (2019)

Розташування: комуна Дандерюд, поруч з лікарнею Дандерюд. 
Залізнична станція Мербю на лінії Roslagsbanan знаходиться у кроковій досяжності.
Конструкція: однопрогінна станція (глибина закладення — 7 м) з однією острівною прямою платформою.

## Операції
| Попередня станція     | Лінія | Лінія     | Лінія | Наступна станція       |
| --------------------- | ----- | --------- | ----- | ---------------------- |
| Мербю-сентрум Кінцева |       | Лінія T14 |       | Бергсгамра до Фруенген |